# Gheorghe Cartianu-Popescu
Gheorghe Cartianu-Popescu (n. 8 august 1907, Borca, Neamț, d. 26 iunie 1982, București) a fost un profesor universitar, cercetător, inventator și membru corespondent al Academiei Române. S-a specializat în domeniul radiocomunicațiilor. A realizat primele instalații românești de emisie cu modulație de frecvență, de concepție proprie, cu care s-au efectuat primele emisii experimentale, pe unde metrice, în România (1947 - 1950). A avut cercetări și numeroase lucrări în domeniul teoriei și practicii modulației de frecvență. De asemenea, a contribuit la organizarea și dezvoltarea învățământului românesc de radiocomunicații.
A fost căsătorit cu eseista și traducătoarea Ana Cartianu.

## Lucrări (selecție)
- „Modulația de frecvență” (1958)
- „Bazele radiotehnicii” (1962)
- „Analiza și sinteza circuitelor electrice” (1972)
- „Sinteza în domeniul frecvență” (1974)

## Studii
S-a născut în comuna Borca din județul Neamț. A început cursurile școlii primare în comuna natală și le-a terminat în comuna Dubrovăț, județul Iași, unde tatăl său fusese mutat în interes de serviciu. În 1918, tatăl său este mutat din nou în interes de serviciu la Bacău, unde Gheorghe a urmat cursurile liceului din localitate, până la absolvire (1926). În același an a fost student la Facultatea de Electrotehnică (Politehnica din București). În paralel cu studiile la Politehnică urmează și Facultatea de Matematică, la Universitatea din București. În 1932, Gheorghe Cartianu a obținut titlul de diplomat inginer al Școlii Politehnice din București, Secția electrotehnică. În anul 1968 a obținut titlul de doctor inginer cu lucrarea „Modulația de frecvență”, iar în 1970 a devenit doctor docent.

## Activitate profesională

### Activitate inginerească
Din anul 1933, inginerul Gheorghe Cartianu a fost angajat de Societatea de Radiodifuziune, pentru a lucra la Studioul București și la stația de emisie Otopeni. Un an mai târziu, 1934, a fost solicitat de profesorul Ernest Abason să preia postul de asistent la cursurile de matematici speciale și geometrie descriptivă în Școala Politehnică. În același timp profesorul Tudor Tănăsescu l-a solicitat și ca asistent la cursul nou înființat de radiotelecomunicații.

### Activitate didactică și de cercetare
În anul 1937, a renunțat la postul de la Societatea de Radiodifuziune și a rămas ca asistent la Catedra de Radiocomunicații, dedicându-se cercetării, proiectând și realizând mai multe instalații. În 1940 a publicat o serie de articole privind stabilitatea sistemelor electrice liniare și neliniare, prin care a formulat noul criteriu de stabilitate, cunoscut sub numele de „Criteriul Cartianu-Loewe”. În același an a devenit colaboratorul unor reviste ca: L’Onde Electrique, Electronics Letters, Annales des eletrocommunication.
Rezultatele cercetărilor sale au fost publicate în reviste românești ca: Telecomunicații, Buletinul Institutului Politehnic din București, Memorii și Monografii ale Academiei Române.
Continuând activitatea didactică, în anul 1948, a fost avansat conferențiar la Catedra de radiocomunicații și a predat disciplinele linii și antene, aparate și instalații de radiotehnică și electricitate. În 1949, a realizat prima legătură cu radiorelee din țară, între studiourile din București și stația de emisie Tâncăbești, utilizând o stație de emisie de concepție proprie. În anul 1951, a construit o instalație originală cu care a efectuat emisiuni și recepții pe unde ultrascurte cu modulație de frecvență, demonstrând superioritatea acestora față de modulația de amplitudine. În 1952 a fost numit șef al Catedrei de radiocomunicații și a predat cursul de bazele radiotehnicii. În anul 1963 a fost ales membru corespondent al Academiei.

## Lucrări publicate
Lista lucrărilor științifice publicate de Gheorghe Cartianu cuprinde 75 de titluri, dintre care în reviste de specialitate a publicat subiecte despre: stabilitatea sistemelor electrice lineare și nelineare, modulația de frecvență; sinteza rețelelor electrice în domeniul timpului și frecvenței, sisteme de comunicație tip releu sau radio dispecer.
S-a stins din viață la 26 iulie 1982, în plină activitate.

## Distincții
- Ordinul Muncii clasa a II-a (26 iunie 1969) „în semn de prețuire a personalului didactic pentru activitatea meritorie în domeniul instruirii și educării elevilor și studenților și a contribuției aduse la dezvoltarea învățămîntului și culturii din patria noastră”[3]